# Căpâlna, Bihor
Căpâlna este satul de reședință al comunei cu același nume din județul Bihor, Crișana, România.

## Date geografice
Localitatea este așezată în zona de șes, la 63 km de Oradea, pe drumul județean DJ 768/A.

## Vezi și
- Biserica de lemn din Căpâlna, Bihor

## Imagini

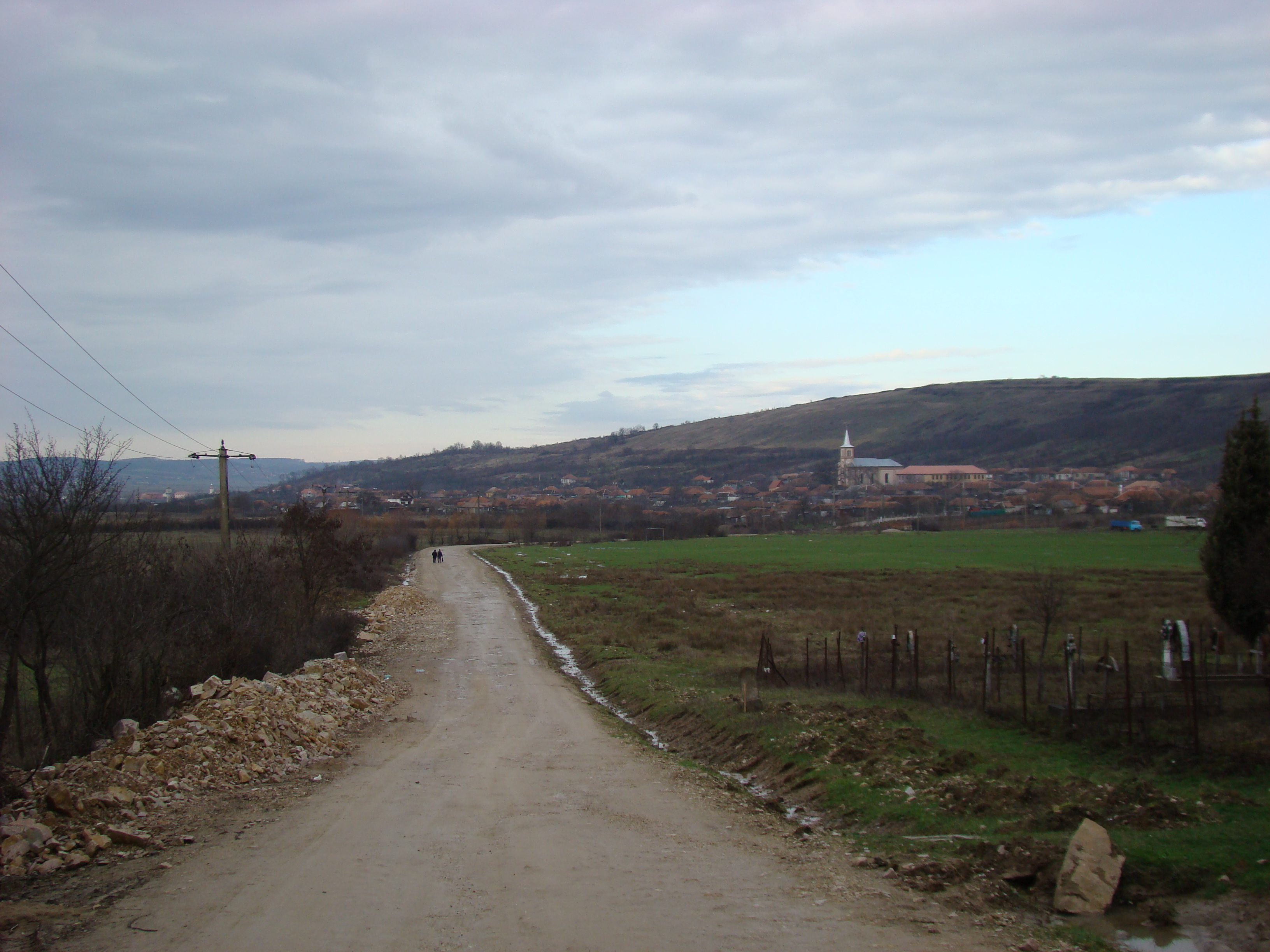
Drumul spre satul Căpâlna
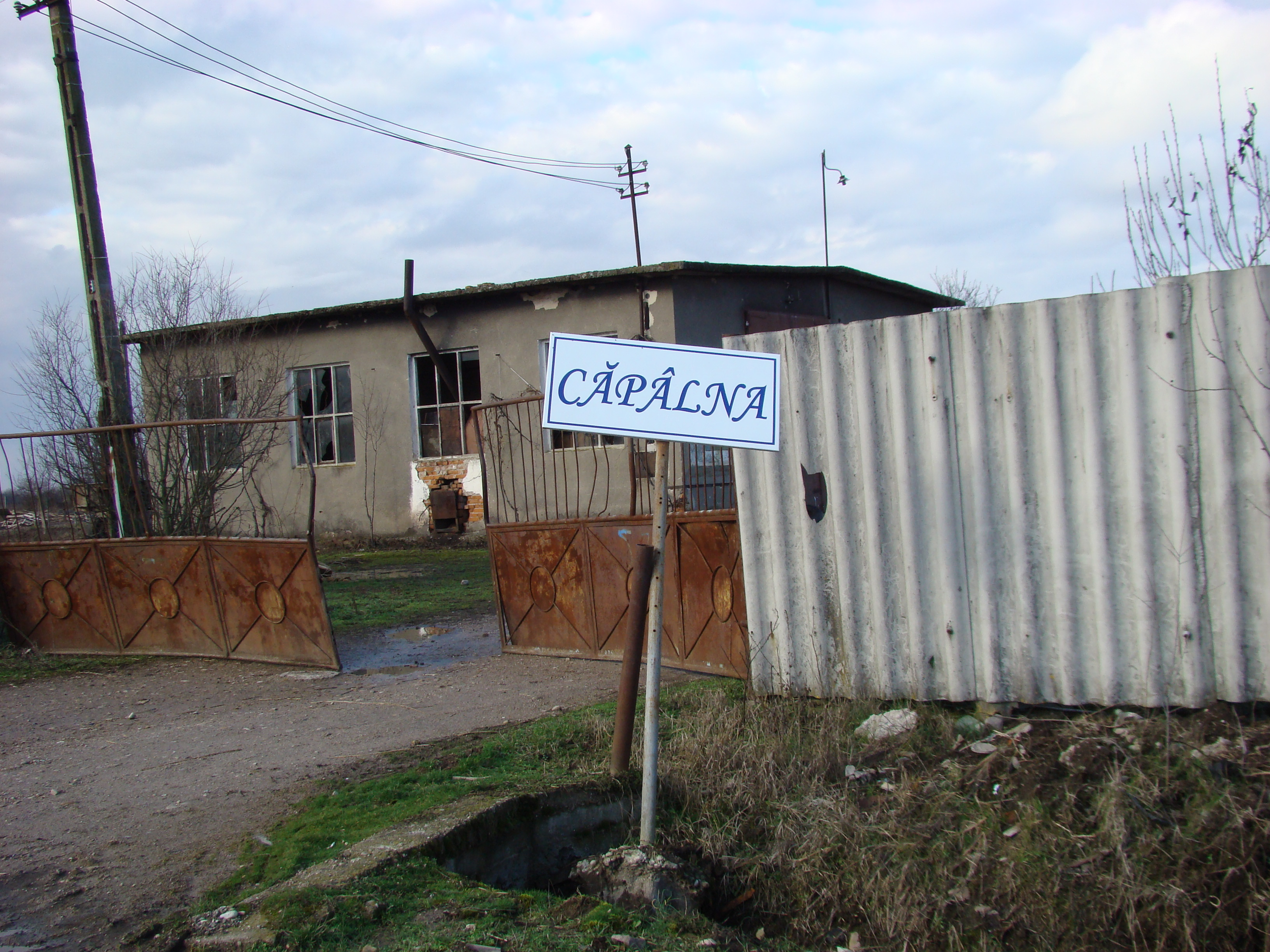
Intrarea în localitate
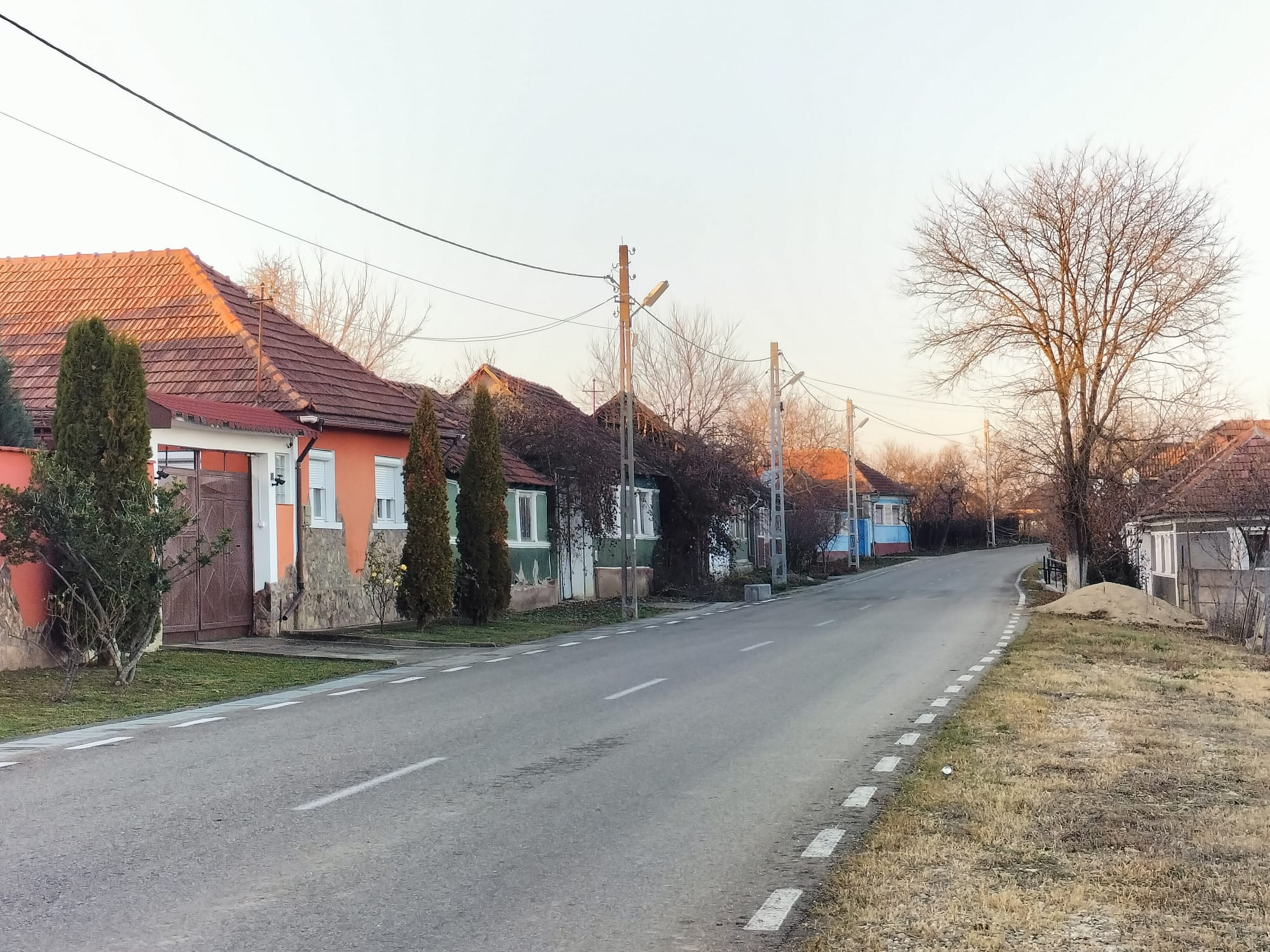
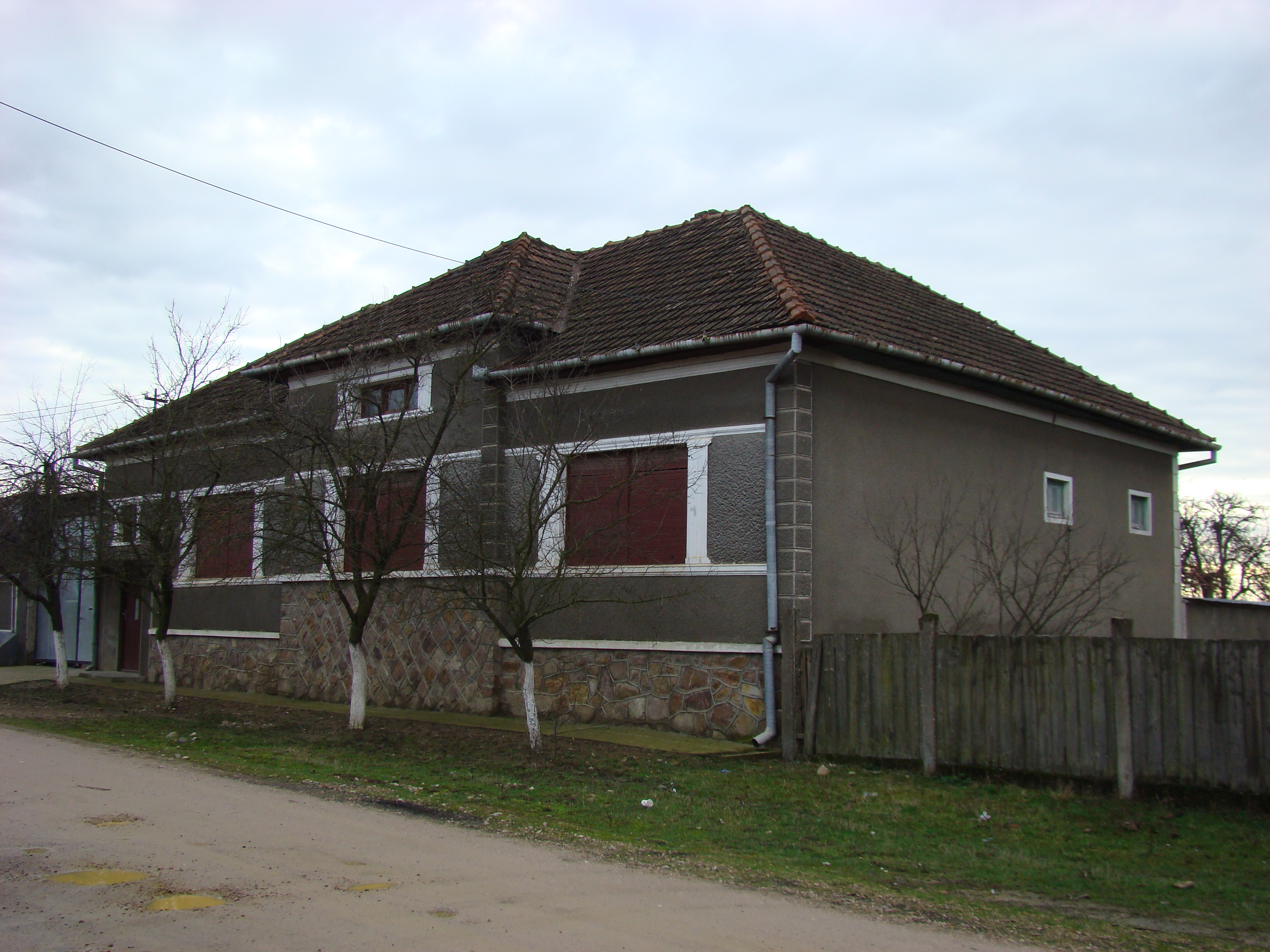
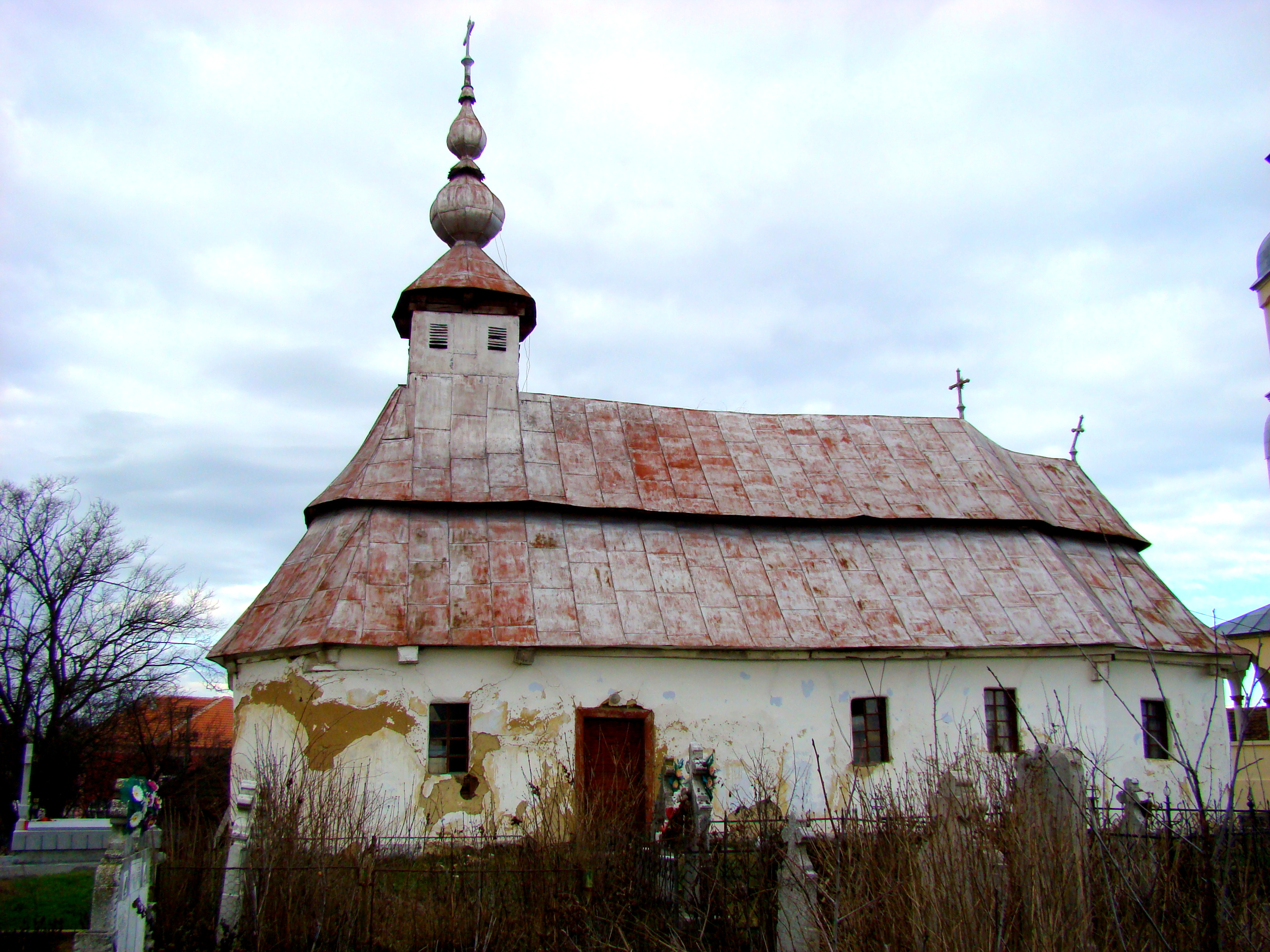
Biserica de lemn
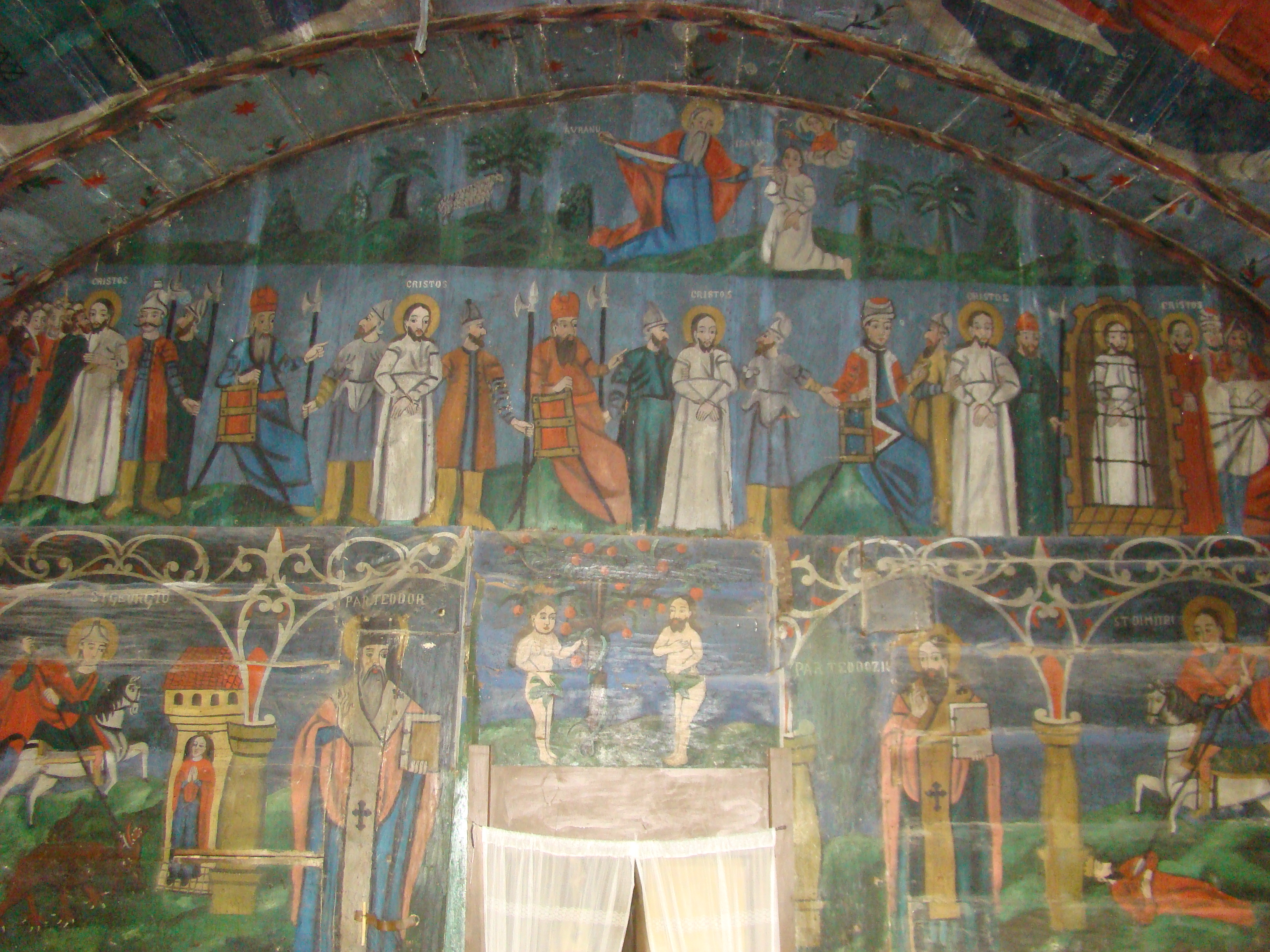
Biserica de lemn
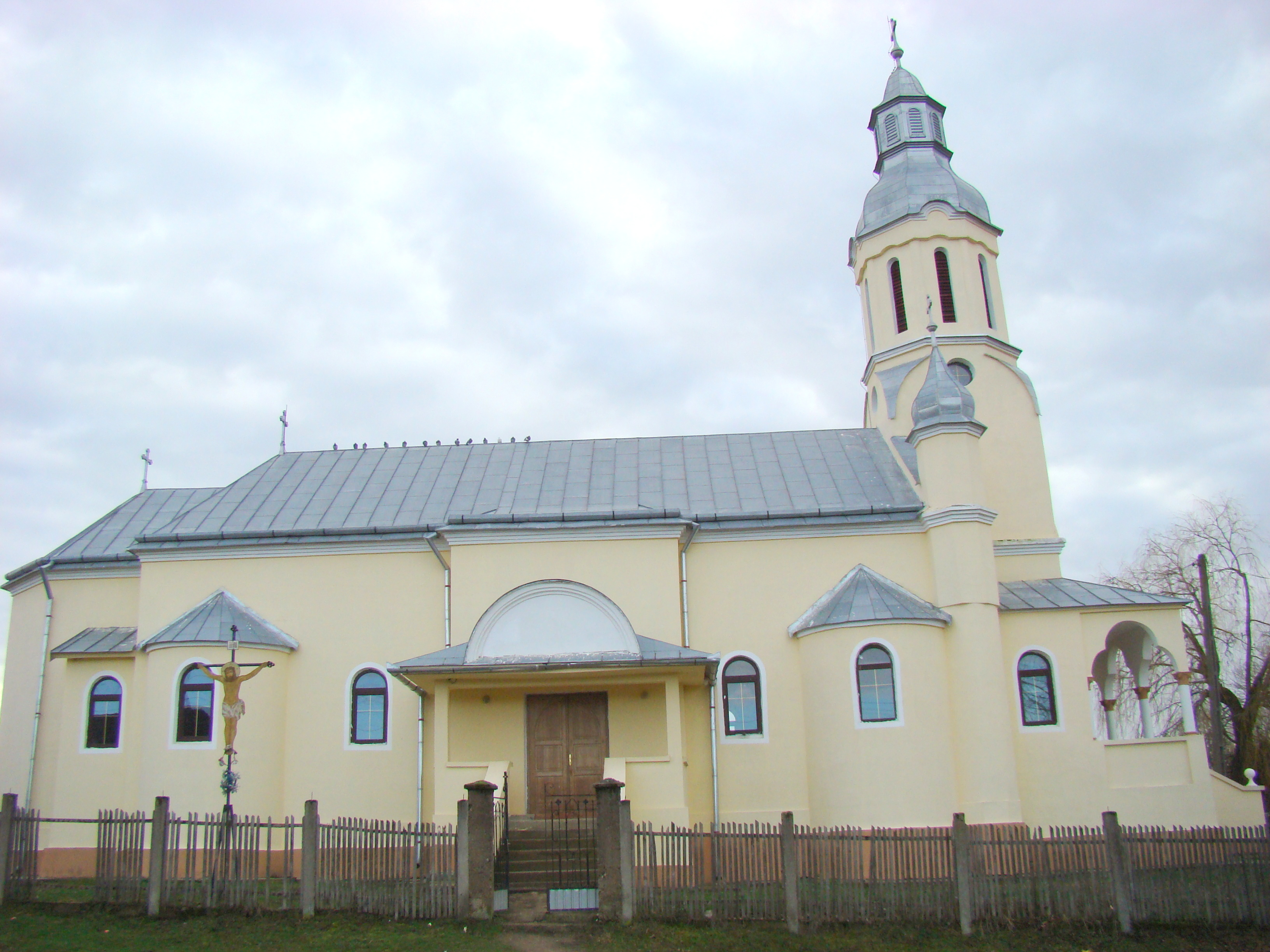
Biserica nouă de zid (1998)
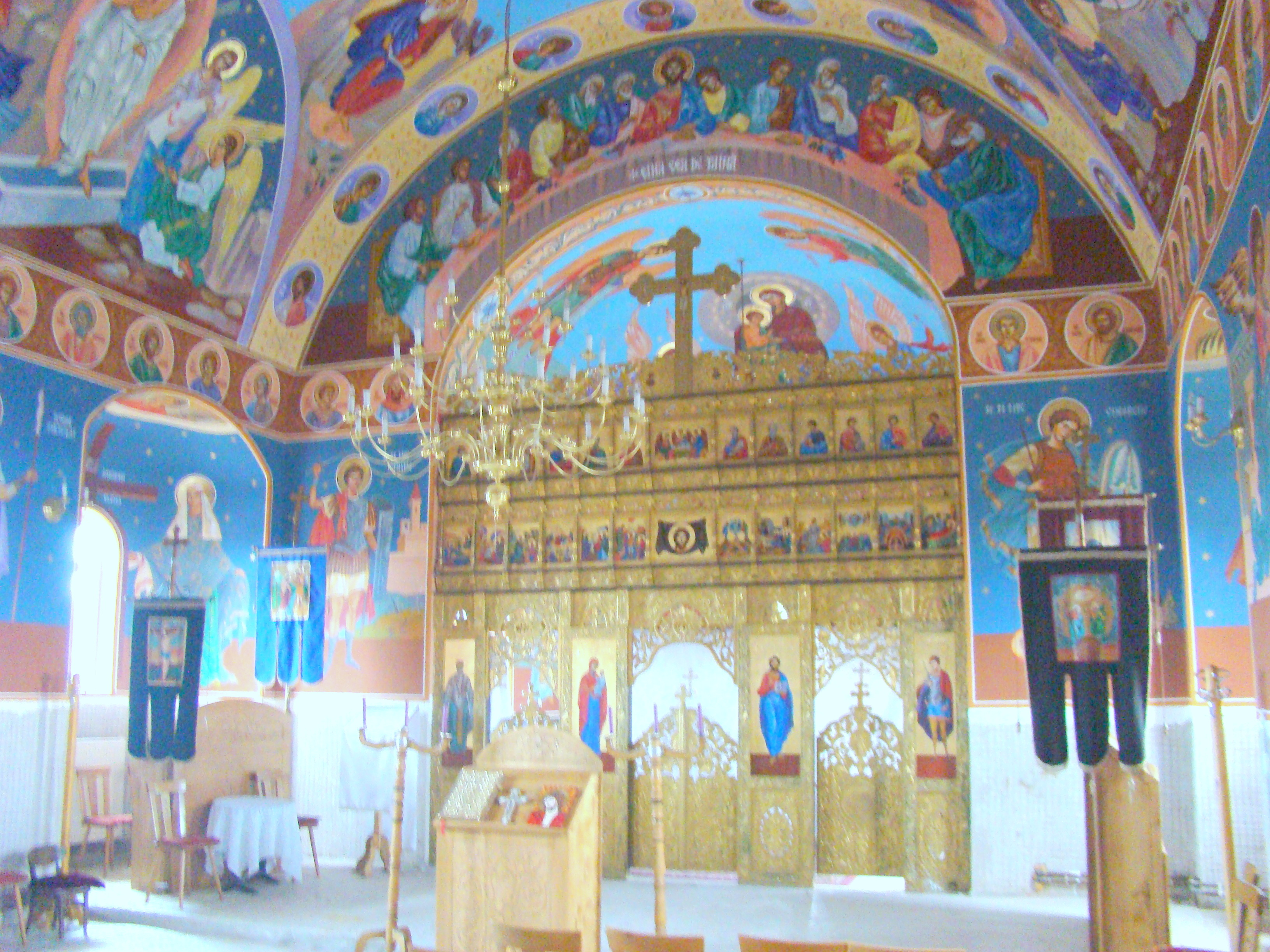
Interior